# بیل فورستر
بیل فورستر (به انگلیسی: Bill Forrester) (زادهٔ ۱۸ دسامبر ۱۹۵۷) شناگر اهل ایالات متحده آمریکا است.